# Eceardo de Aura

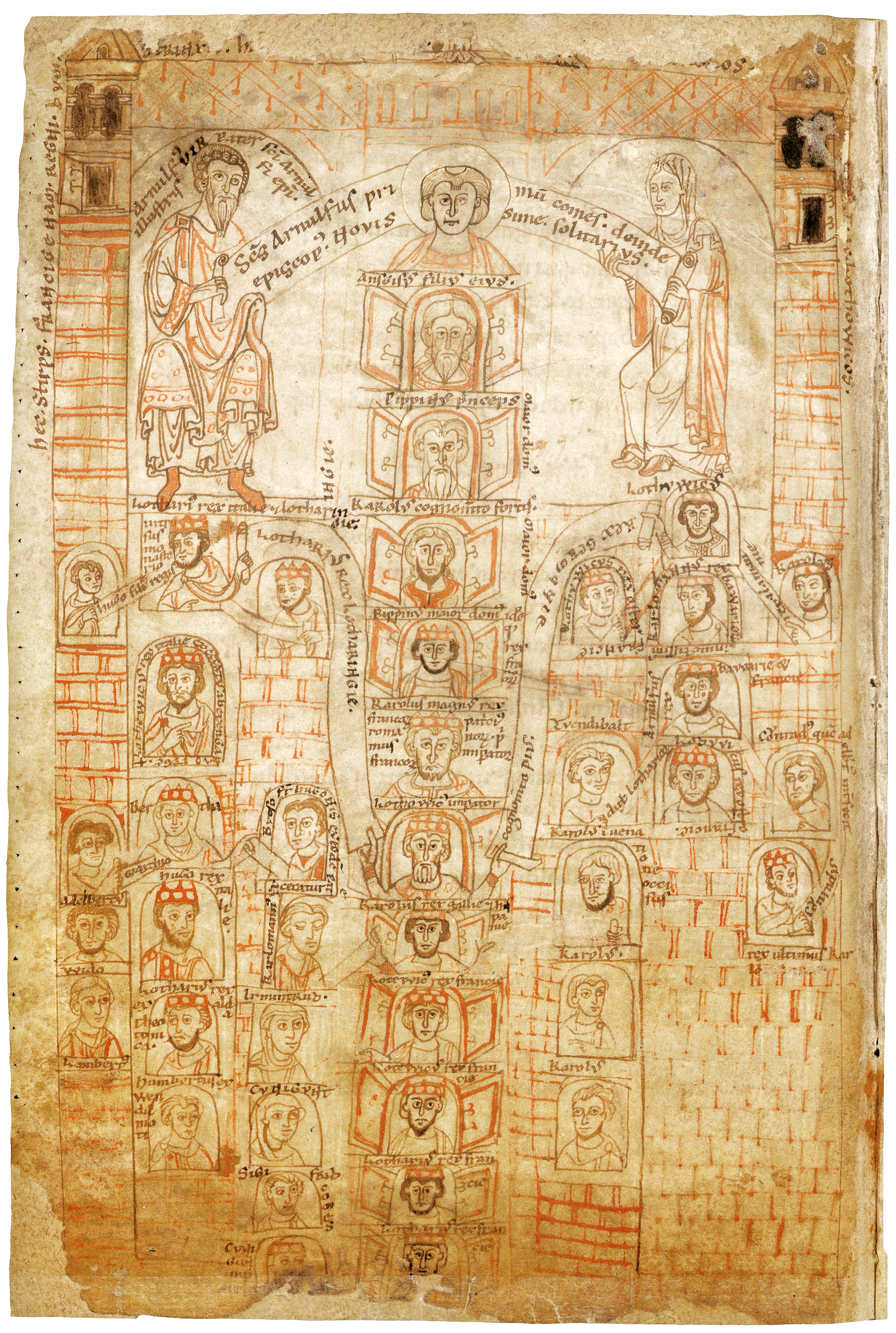
Chronicon Universale - Eceardo de Aura

Eceardo de Aura (em latim: Ekkehardus Uraugiensis; m. 1126) foi um abade da Abadia de Aura (um mosteiro fundado pelo bispo Otão de Bamberga, às margens do rio Saale, na Francônia, perto de Bad Kissingen, na Baviera) a partir de 1108. Um monge e cronista beneditino, atualizou a "Crônica Universal" ("Chronicon universale") de Frutolfo de Michelsberga, acrescentando importantes eventos da história alemã entre 1098 e 1125 durante o reinado do imperador Henrique V. Durante a Controvérsia das investiduras, aliou-se ao papado.
Participou ainda da Cruzada de 1101 e foi fundamental para providenciar material que sustentasse o massacre de judeus na Renânia durante a Primeira Cruzada.